# L'Âge de l'invention
L'Âge de l'invention (titre original : The Age of Invention) est une nouvelle humoristique de science-fiction de Norman Spinrad, publiée en juillet 1966 dans le magazine The Magazine of Fantasy & Science Fiction.

## Publications et notoriété
Elle a été publiée à une quinzaine de reprises dans des recueils de nouvelles de Norman Spinrad ou des anthologies regroupant des auteurs distincts.
Elle est notamment parue aux États-Unis dans l'un des recueils les plus connus de Norman Spinrad, The Last Hurrah of the Golden Horde.
Elle a été notamment publiée en France dans la revue Fiction, no 231 en mars 1973, puis en 1979 dans le recueil Au cœur de l'orage, avec une traduction de Michel Deutsch.

## Résumé
Dans cette courte nouvelle de huit pages mais très humoristique, censée se dérouler aux temps préhistoriques, le narrateur explique comment, dans sa tribu de l'âge de pierre, vit un marginal nommé Cancrelat qui s'est proclamé « Artiste ». S'ensuivent de nombreuses inventions révolutionnaires : l'Art, la Peinture, le Contrat d'agent, la Commission à 10%, la Désinformation, le Marché de l'art, etc. La narrateur joue sur la vanité, la jalousie, l'envie, l'orgueil et la rivalité de ses principaux voisins argentés (Paon et Cacatoès) pour s'enrichir de manière spectaculaire…
La nouvelle se termine ainsi :
« Et voilà. Comme vous l'avez deviné, chaque fois que Paon met ses trucs à la gomme dans la caverne d'un de ces gars qui se laissent mener par le bout du nez par leur épouse, il inclut au moins un original de Verrat, voire deux originaux de Marmotte, un autre Artiste merdique que j'ai sous contrat. Je vends l'œuvre à Paon sur la base de cent ours et il en demande deux cents à la poire… euh… à son client pour la même ratatouille faite à partir de graisse d'ours et de bouse de bison. Paon appelle cela de la décoration d'intérieur. Moi, j'appelle cela civilisation. Avec un peu de chance, ça pourra encore durer au moins deux mois. »